# Bandiera del Burundi
La bandiera del Burundi è stata adottata il 28 giugno 1967 e poi leggermente modificata il 27 settembre 1982.
La bandiera reca una croce di Sant'Andrea bianca che divide il campo in quattro parti, due verdi e due rosse. 

Il verde simboleggia la speranza, il bianco la purezza, e il rosso la lotta per l'indipendenza.
Al centro è posto un cerchio bianco che contiene tre stelle a sei punte rosse bordate di verde sistemate in un disegno triangolare, che rappresentano l'unità delle tre principali categorie sociali (amoko) del Burundi: i Batwa, i Bahutu ed i Batutsi. 

Le tre stelle rappresentano anche i tre elementi del motto di Louis Rwagasore e del partito Uprona, divenuto poi il motto di tutta la nazione: ubumwe, igikorwa, amajambere: unione, lavoro, progresso.

## Bandiere storiche

Prima bandiera del Regno del Burundi (1962)
Bandiera del Regno del Burundi (1962-1966)
Prima bandiera della Repubblica del Burundi (1966)
Bandiera del Burundi (1966-1967)
Bandiera del Burundi, analoga a quella attuale ma con differenti proporzioni (1967-1982)